# StarDict
StarDict — електронний словник з відкритим кодом, здатний, окрім власне перекладу, озвучувати слова, використовувати нечіткі запити і шаблони, пошук в онлайнових словниках. Програма є вільною частиною проєкту GNOME. Розробляється на мові C++, з використанням графічної бібліотеки GTK 2 і кодування UTF-8 як основи формату словників.

## Історія
Словник є спадкоємцем програми StarDic, розробленою Ma Su’an (кит. 馬蘇安) на Motif/LessTif, включаючи назву і проходження версій. Попередні версії програми мали інтерфейс схожий зі словником PowerDict, розробленим китайською компанією KingSoft. З версії 2.4.2 дизайн відходить від інтерфейсу PowerDict збільшенням можливостей пошуку і додавання словників різних мов.
З вересня 2006 доступна онлайн-версія, яка включає всі основні словники проєкту. Починаючи з версії 2.4.5 StarDict може працювати без використання бібліотек GNOME 2.

## Підтримані платформи
StarDict працює під  Linux, Microsoft Windows (з кількома багами), FreeBSD та Solaris. Словники встановлюються окремо. Також словники можуть бути створені конвертацією DICT файлів.

## Можливості
- Пошук за шаблоном. Можна вводити слова, що містять «*» та «?» як шаблони.
- Нечіткий запит. Можна користуватися «нечітким запитом». Він використовує алгоритм Левенштейна для підрахунку схожості двох слів, і видає слова, які найбільш підходять введеному запиту. Для використання цієї можливості запит повинен починатися з «/».
- Повнотекстовий пошук призначений для пошуку слова в словнику без допомоги індексу. Це — найповільніший пошук, але він дозволяє шукати збіги в текстах статей.
- Сканування виділення. При виділенні слова і, залежно від настройки, при натисненні клавіш його переклад відображається у спливному вікні.
- Управління словниками. Виключення непотрібних словників, а також установка порядку їх використання при запиті.
- Пошук в інтернеті словникових статей у різних онлайн словниках.
- Вимова слів. За наявності звукових записів словник може вимовляти слова.

## Словники
Формат словника заснований на DICT (також використовує dictzip для стиснення), символьна інформація зберігається в UTF-8.  Для програми доступна велика кількість (більше п'ятисот) словників по різних тематиках перекладу на більш ніж 40 мовах. Для StarDict були портовані словники з DICT *Quick, Blowfish, XDICT, cdict5 та інші. При установці пакету WyabdcRealPeopleTTS словник дозволяє також озвучувати перекладені слова. В мережі можна знайти словники імпортовані із Abby Lingvo, та програмні засоби для здійснення їхнього імпортування у формат DICT.
Певні проблеми існують при створенні нових словників, оскільки досі немає зручних редакторів. З програмою жодні засоби по створенню не постачаються. Формат словника відкритий, і, зокрема в рамках проєкту XDXF (en), розроблені конвертери з багатьох поширених форматів.

## Інші зв'язані програми
Існує консольна версія (SDCV — StarDict under Console Version) словника, для роботи якої не потрібний X сервер. Консольна версія може працювати в інтерактивному і неінтерактивному режимі, підтримує всі види запитів графічної версії. Останньою версією є 0.4.2, випущена 24 квітня 2006.  
Завдяки популярності програми та наявності великої кількості словників, іншими розробниками створено декілька схожих програм, що використовують словники у форматі StarDict та/або копіюють інтерфейс програми. Так, jStarDict, розроблений для платформи J2ME, використовує той же формат словників, а QStarDict, що базується на Qt замість GTK+, також практично повністю копіює інтерфейс програми.

## Виноски
1. 1 2  XDXF Dictionaries Download [Архівовано 14 травня 2006 у Wayback Machine.](англ.)
2. ↑  SDCV Home Page [Архівовано 21 листопада 2020 у Wayback Machine.](англ.)